# Борове (Сілезьке воєводство)
Борове (пол. Borowe) — село в Польщі, у гміні Вренчиця-Велька Клобуцького повіту Сілезького воєводства.
Населення — 1044 особи (2011).
У 1975-1998 роках село належало до Ченстоховського воєводства.

## Демографія
Демографічна структура станом на 31 березня 2011 року:
|          | Загалом | Допрацездатний вік | Працездатний вік | Постпрацездатний вік |
| -------- | ------- | ------------------ | ---------------- | -------------------- |
| Чоловіки | 513     | 117                | 338              | 58                   |
| Жінки    | 531     | 113                | 305              | 113                  |
| Разом    | 1044    | 230                | 643              | 171                  |